# Maria Arredondo
Maria Arredondo (Vennesla, 1985) è una cantante pop norvegese.

## Carriera
Maria ha iniziato presto la sua carriera di cantante. Il suo cognome Arredondo viene dal suo patrigno cileno. All'età di 10 anni già aveva partecipato ad alcuni concerti locali nella sua città natale, Vennesla. Dopo questo, Maria ha speso un certo tempo nel perfezionare e sviluppare un proprio stile. Nel mese di marzo del 2003,  Maria ha pubblicato il suo primo album chiamato Maria Arredondo ed edito dalla Universal Music. L'album si è dimostrato un successo in Norvegia, ottenendo ottimi consensi da parte della critica musicale norvegese.
Nel mese di novembre del 2004, Maria ha pubblicato il suo secondo album, Not going under. Questo è il primo album dal quale è stato tratto un video, poiché Maria non ha prodotto alcun video dal suo primo album.
Dopo che Maria ha pubblicato il suo ultimo album, Min Jul (alcuni brani dei quali sono stati prodotti ed arrangiati da Jon Lord dei Deep Purple), ha fatto alcune apparizioni per poi concerdersi un periodo di riposo, durante il quale sta progettando il quarto album.

## Discografia

### Album
| Informazioni sull'album |
| --- |
| Maria Arredondo - Pubblicato: 2003 (Norvegia) - Classifica generale #2 - (+ 70 000 copie vendute) - Singoli: - 2002: Can Let Go - 2002: Just A Little Heartache - 2003: In Love With An Angel feat. Christian Ingebrigtsen - 2003: Hardly Hurts At All - 2003: A Thousand Nights |
| Not Going Under - Pubblicato: 2004 (Norvegia) - Classifica generale: #7 - Disco di Platino - Singoli: - 2004: Mad Summer - 2004: Burning - 2005: Cross Every River |
| Min Jul - Pubblicato: 2005 (Norvegia) - Classifica generale: #6 - Disco di Platino - Singoli: - Nessuno |

### Altri singoli
- On Christmas Day